# Chitarrone
El chitarrone és un instrument musical desenvolupat a Roma cap a l'any 1600. És un instrument cordòfon de la família del llaüt, de caixa petita i un mànec més llarg que el de la tiorba, proveït de dos clavillers, un per a les cinc o sis dobles cordes normals del llaüt, i un altre, més elevat, per a les cinc, sis o vuit cordes greus que hom fa sonar sempre a l'aire. Aparegué al s. XVI i fou molt utilitzat als segles XVII i XVIII per als papers de baixos continus.
Es distingeixen dos tipus principals: el chitarrone de Pàdua, de més de dos metres d'alçada, amb vuit ordres de cordes en teclat, i el chitarrone romà, d'1,80 metres d'alçada, amb només sis ordres de cordes en el teclat. Un tercer tipus, el chitarrone bolonyès està encordat amb cordes de metall. Encara que generalment és utilitzat com un substitut de llaüt a les obres de cambra, també hi ha exemples d'interpretacions com a instrument solista. En particular, Giovanni Girolamo Kapsberger va crear obres per a ell com la seva Intabulatura di liuto et di chitarrone, o Alessandro Piccinini, Intabulatura di liuto et chitarrone (1623). Giulio Caccini utilitzava un chitarrone d'ivori per acompanyar el cant. Es toca només amb els dits polze, índex i mitjà de la mà dreta.